# Марбл-арч (станція метро)
51°30′48″ пн. ш. 0°09′30″ зх. д. / 51.513333° пн. ш. 0.158333° зх. д.
Марбл-арч (англ. Marble Arch) — станція Лондонського метрополітену, розташована на Центральній лінії, Вестмінстер, між станціями Ланкастер-гейт та Бонд-стріт. Станція належить до 1-ї тарифної зони. У 2017 році пасажирообіг станції становив 14.00 млн осіб На станції заставлено тактильне покриття. 
Станція була відкрита 30 липня 1900 у складі Central London Railway.
Станція названа на честь Мармурової Арки що розташована неподалік.
Існують оборотні тупики на захід від станції. Вони зазвичай не використовуються, але все ще зберігаються задля надзвичайних ситуацій і при інженерних роботах.
Пересадки на автобуси маршрутів:2, 10, 13, 16, 30, 36, 74, 94, 98, 137, 148, 159, 189, 274, 390, 414 та 436